# Litholacon
Litholacon là một chi bọ cánh cứng trong họ 
Elateridae.
Chi này được miêu tả khoa học năm 1980 bởi Dolin.

## Các loài
Các loài trong chi này gồm:
- Litholacon conicicollis Dolin in Dolin, Panfilov, Ponomarenko & Pritykina, 1980
- Litholacon derumpens Dolin in Dolin, Panfilov, Ponomarenko & Pritykina, 1980
- Litholacon exilis Dolin in Dolin, Panfilov, Ponomarenko & Pritykina, 1980
- Litholacon major Dolin in Dolin, Panfilov, Ponomarenko & Pritykina, 1980
- Litholacon ohiri Dolin in Dolin, Panfilov, Ponomarenko & Pritykina, 1980
- Litholacon panphilovi Dolin in Dolin, Panfilov, Ponomarenko & Pritykina, 1980
- Litholacon petrorsus Dolin in Dolin, Panfilov, Ponomarenko & Pritykina, 1980